# Buchuti Gurgenidse
Buchuti Gurgenidse (georgisch ბუხუტი გურგენიძე, russisch Бухути Иванович Гургенидзе, auch Bukhuti Gurgenidze; * 13. November 1933 in Surami, Innerkartlien, Georgien; † 23. Mai 2008 in Tiflis) war ein georgischer, früher sowjetischer, Schachgroßmeister.
Buchuti Gurgenidse bekam von der FIDE 1966 den Titel Internationaler Meister und 1970 den Titel Großmeister verliehen. Er gewann zwölfmal die Einzelmeisterschaft der Georgischen SSR: 1955, 1958–1965, 1968, 1970 und 1973. In den Jahren 1957 und 1958 gewann er mit der sowjetischen Mannschaft die Studentenweltmeisterschaft. Später trainierte er mehrere georgische Spitzenspielerinnen, darunter Maia Tschiburdanidse und Nana Alexandria. In den 1990er Jahren war er auch Vizepräsident des Georgischen Schachverbandes.
Nach Buchuti Gurgenidse sind eine Reihe von Eröffnungen und Varianten benannt, so beispielsweise die Gurgenidze-Variante in der modernen Verteidigung, die Gurgenidze Variante in der Caro-Kann-Verteidigung oder die Gurgenidze-Variante in einem Abspiel des Rossolimo-Sizilianers.

## Turniersiege
- 1965 Tiflis: 1. Platz
- 1969/70 Tiflis: 1. Platz (geteilt mit Michail Tal)
- 1976 Olomouc: 1. Platz
- Schachweltmeisterschaft der Senioren 1993 in Bad Wildbad: 2. Platz (punktgleich mit dem Sieger Mark Taimanow)